# Konadiou
Konadiou est une petite ville du Togo située dans la Préfecture de Bassar, dans la région de la Kara

## Géographie
Konadiou est situé à environ 43 km de Kara,

## Vie économique
- Atelier de meubles

## Lieux publics
- École primaire